# Všeruby
Všeruby – miasto w Czechach, w kraju pilzneńskim, w powiecie Pilzno Północ.
Według danych szacunkowych na rok 2020 liczyła 1577 mieszkańców.